# Àvaris
Àvaris fou una ciutat de l'antic Egipte, que va arribar a ser capital de l'imperi durant el període dels hicsos (segon període intermedi).
Fou construïda sobre un petit poble ja existent durant l'Imperi mitjà, i fou engrandida i fortificada pels hicsos. Estàtues de la reina Sobeknefru, darrera governant de la dinastia XII i del rei Harnedjheriotef (Hetepibre) de la dinastia XIII, s'han trobar a la ciutat i de les troballes arqueològiques es pensa que fou sota aquesta darrera dinastia quan fou colonitzada per emigrants asiàtics (hicsos) i de la zona de la mar Egea. La ciutat fou capital durant tot el període hikse fins que fou conquerida pel faraó Amosis I, fundador de la dinastia XVIII, poc abans de la definitiva expulsió dels hicsos d'Egipte; durant aquesta darrera dinastia, es va construir a la ciutat un palau reial, que encara existia en temps d'Amenhotep III i potser en temps de Ramsès II. Tot i així, es creu que la ciutat fou gairebé abandonada, si bé fou repoblada durant la dinastia XIX, quan fou anomenada Pi-Ramsès (Pi-Ramses Aa-najtu = Domini de Ramsès, gran en victòries), en honor del faraó Ramsès II, que la va erigir com la seva nova capital (segle xiii aC) i la va dividir en quatre parts, cadascuna dedicada a un déu: Ammó, Buto (Uadjet), Set i Astarte; fou residència reial i capital administrativa. Va romandre capital durant la resta de la dinastia XIX i la dinastia XX, quan el poder egipci va entrar en crisi. La Dinastia XXI va traslladar la capital a Tanis, al nord-oest d'Àvaris, la qual va entrar en decadència; molts monuments foren traslladats d'Àvaris a Tanis.
La seva ubicació més probable correspondria a Tell al-Daba, al nord-est del delta del Nil, estesa a Qantir durant les dinasties XIX, XX i XXI. S'ha trobat allí un temple hikse (a la part occidental, a Ezbet Helmi), amb objectes de diverses zones de la mar Egea, i pintures murals minoiques, que podrien ser fins i tot anteriors a les de Cnossos. En una tomba a l'oest del temple, s'han trobat alguns objectes com ara espases de coure. La ciutat ha estat excavada per un equip austríac dirigit per Manfred Bietak, que ha trobat els fonaments de palaus, temples, arsenals, magatzems i tombes, i ha comprovat que la ciutat, durant el període de la seva capitalitat amb les dinasties XX i XXI, va tenir uns 10 km², cosa que la fa una de les més grans de l'Antic Egipte.
En les fonts jueves, apareix amb el nom de Ramesès (hebreu רַעְמְסֵס), i és esmentada quatre cops en la Bíblia: al Gènesi (47:11), a l'Èxode (1:11) i al Llibre dels Nombres (33:3 i 33:5) com a sinònim de la Terra de Goshen. La ciutat de Josep correspondria, probablement, a Pi-Ramsès, és a dir, essencialment la moderna Qantir, prop de Tell al-Daba.